# Antirrhea miltiades
Antirrhea miltiades är en fjärilsart som beskrevs av Fabricius 1793. Antirrhea miltiades ingår i släktet Antirrhea och familjen praktfjärilar. Inga underarter finns listade i Catalogue of Life.